# Kostanjica (Kotor)
Pour les articles homonymes, voir Kostanjica.
Kostanjica (en serbe cyrillique : Костањица) est un village du sud-ouest du Monténégro, dans la municipalité de Kotor.

## Démographie

### Évolution historique de la population
| 1948 | 1953 | 1961 | 1971 | 1981 | 1991 | 2003 |
| ---- | ---- | ---- | ---- | ---- | ---- | ---- |
| 215  | 227  | 223  | 179  | 186  | 151  | 127  |